# Röda Bandama
Röda Bandama (franska: Bandama rouge) eller Marahoué är ett vattendrag i Elfenbenskusten som tillsammans med Vita Bandama bildar Bandama. Det rinner upp i närheten av Boundiali och möter Vita Bandama nedanför Kossou.